# Theoretical Linguistics
Theoretical Linguistics: An Open Peer Review Journal es una revista científica de lingüística, editada por De Gruyter. Desde 2001, Manfred Krifka (Universidad Humboldt de Berlín) es su editor en jefe. Cada número de la revista contiene un artículo principal sobre un tema de lingüística general, junto con respuestas o comentarios de menor extensión sobre el mismo. La revista fue fundada en 1974 y tiene una periodicidad trimestral
Según Journal Citation Reports, en 2018 la revista tenía un factor de impacto de 4.500.